# 나가시마촌 (이와테현)
나가시마촌(長島村)은 1955년까지 이와테현 히가시이와이군에 존속했던 촌이다. 현재의 히라이즈미정 나가시마에 해당한다.

## 연혁
- 1889년 4월 1일 - 정촌제 시행과 함께 히가시이와이군 나가시마촌이 성립하였다.
- 1955년 4월 15일 - 니시이와이군 구 히라이즈미정과 합병해 새로운 히라이즈미정이 형성하였다.

## 참고서적
- 『이와테현 정촌 합병지』(이와테현 총무부 지방과, 1957년)